# Chicago Massacre
Pour plus de détails, voir Fiche technique et Distribution.
Chicago Massacre  est un film américain réalisé par Michael Feifer, sorti en 2007.

## Synopsis
Évocation des méfaits du sérial killer Richard Speck, qui sema la terreur dans un hôpital en prenant huit infirmières en otage.

## Fiche technique
- Réalisation et scénario : Michael Feifer
- Photo : Matt Steinauer
- Montage : Leaf Baimbridge
- Producteur : Michael Feifer, Yaron Caplan et Corin Nemec
- Musique : Andres Boulton
- Durée : 92 minutes
- Pays :  États-Unis
- Langue : anglais
- Format : couleur
- Date de sortie : 
  -  États-Unis : 15 avril 2007

## Distribution
- Corin Nemec : Richard Speck
- Andrew Divoff : Jack Whitaker
- Tony Todd : Captain Dunning
- Debbie Rochon : Candy
- Joanne Chew : Sondra Azano
- Amy Lyndon : Mrs. Whitmore
- Cherish Lee : Sharon
- Kelsey McCann : Annette
- Caia Coley : Infirmière Boyd
- Daniel Bonjour : Detective Harper
- Cameo Cara Martine : Barbara Billing
- Deborah Flora : Tracy Hendricks